# 黏土芋螺
黏土芋螺（学名：Conus luteus）为芋螺科芋螺屬下的一个种。其种加词“luteus”意为“泥的”。